# Сюксюм (село)
Сюксюм — село, административный центр Сюксюмского сельского поселения Инзенского района Ульяновской области. 

## География
Находится у реки Сюксюм на расстоянии примерно 4 километров на восток-юго-восток по прямой от юго-восточной границы районного центра города Инза. 

## История
«СЮКСЮМ» — с татарского языка означает — холодная вода.  
Упоминается с 1747 года, тогда в нём было 46 дворов и церковь Знамения. Часть  жителей составляли «пахотные солдаты», которые несли сторожевую пограничную службу, на 1747 год их было: мужчин — 45, женщин — 19. Остальные жители — крепостные помещиков  П. М. КУРОЕДОВА  и  Ф. Б. НАЗАРЬЕВА.  
В 1780 году, при создании Симбирского наместничества, село Знаменское Сюксем тож, при тех же речках, пахотных солдат, вошло в состав Карсунского уезда.  
В 1831 году в селе Сюксюм Архангельский прихожанами был построен новый каменный, двухэтажный храм. Престолов в нём два: в нижнем этаже — во имя Архистратига Божия Михаила и в верхнем этаже — в честь Смоленской иконы Божией Матери. Школа грамоты существует с 1893 года.  
В 1859 году в селе Архангельское (Сюксюм), по дороге из г. Карсуна в пригород Аргаш, между этою дорогою и почтовою в г. Пензу, во 2-м стане Карсунского уезда Симбирской губернии, имелась православная церковь.  
В 1895 — 1898 годах строилась линия Московско-Казанской железной дороги. Движение открылось 28 декабря 1898 года, а при селе открылась ж/д станция "Сюксюм". В 1959 году была проведена электрификация железной дороги.  
На 1897 год село Архангельское Сюксюм входило Троицкую волость, имелась церковь, школа.  
В 1913 году было учтено 115 дворов и 737 жителей, Михайло-Архангельская церковь и церковно-приходская школа. (В 1937 году закрыли церковь, в 1941 году все церковное имущество вывезли.)
В 1920 году с. Сюксюм от искры паровоза почти полностью сгорело.
87 сюксюмцев пали на полях сражений, защищая Родину.
В советский период работал колхоз «Восход» (1931), с 1952 по 1957  годы несколько колхозов были объединены в колхоз «Правда». С 1958 по 1964 годы его объединяют в совхоз «Панциревский», с. Сюксюм было его отделением. С  1964 по 1966 годы объединяют в совхоз «Репьёвский», с. Сюксюм было отделением. С января 1984 года отделение передано во вновь созданный совхоз «Сюксюмский», с центральной усадьбой  в с. Сюксюм. 

## Население
Население составляло 423 человека в 2002 году (русские 85%), 373 по переписи 2010 года. На 01.01.2020 года численность населения составляет — 287 человек.

## Инфраструктура
Дом культуры, библиотека, 3 магазина, медпункт, отделение связи, сельскохозяйственное предприятие  ООО «РОДНИКИ».